# Tacky's War
Tacky's War, eller Tacky's Rebellion var ett slavuppror lett av slavar ur Akanstammen (då kallad Coromantee) på Brittiska Jamaica som ägde rum under maj och juli år 1760. Det var det största slavupproret i Västindien mellan 1733 års slavuppror på Saint John och Haitiska revolutionen 1791, och gjorde ett djupt intryck på samtiden. 